# Tropodiaptomus incognitus
Tropodiaptomus incognitus is een eenoogkreeftjessoort uit de familie van de Diaptomidae. De wetenschappelijke naam van de soort is voor het eerst geldig gepubliceerd in 1966 door Dussart & Gras.